# EAR FUN
《EAR FUN》是韓國的男子樂隊CNBLUE的第3枚迷你專輯。於2012年3月26日發行。唱片公司為FNC Entertainment。

## 概要
- 與上一張專輯「FIRST STEP」相距約1年以來的回歸。
- 「Hey You」為此專輯的主打曲目。
- 此專輯收錄第1張日語單曲《In My Head》的韓文版本。
- 主打曲目「Hey You」於多個音樂節目取得1位，一共獲得4個獎盃。
  - M! Countdown：2012年4月5日
  - Show Champion：2012年4月10日
  - Music Bank：2012年4月20日
  - 人氣歌謠：2012年4月22日

## 收錄內容
1. Hey You
3rd迷你專輯「EAR FUN」主打曲目
2. Still In Love（아직 사랑한다）
3. Dream Boy
4. Rock n' Roll
5. Run
6. In My Head（Korean Ver.）